# Тагали
Тагали, познати и под називом Тагалог (таг. Lahing Tagalog), познатији и као Катагалуган, аустронежански су народ и највећа етнолингвистичка група на Филипинима. Највише Тагала настањује Манилу, Калабарзон и регионе јужног Лузона. Тагала има укупно око 30 милиона. Већином су католичке вероисповести, а има и протестаната, муслимана, будиста и анитиста (традиционална веровања). Говоре тагалошким језиком, који спада у аустронежанску групу језика.
Сматра се да вуку порекло од аустронежанских говорника који су се на просторе Филипина доселили у гвозденом добу.

## Етимологија
Опште је прихваћена дефиниција да реч Тагалог (таг. tagá-ilog) потиче од речи тага-илог (tagá-ilog), што у преводу значи „народ реке” (с тим да префикс тага- (tagá-) описује порекло или припадност).

## Религија
Тагали су практиковали анитизам (мешавину анимизма и будизма), све до средине 16. века, када су прешли на хришћанство.
Археолошки и лингвистички докази указују на то да анитистичка веровања потичу из времена доласка аустронежанских народа, с тим да су неки елементи ове вере синкретички адаптирани из хиндуизма, махајана будизма и ислама. Највећи број ових старих веровања су истрајала до данашњег дана, у синкретичким формама, које научници називају филипински локални католицизам и ислам.